# Marius Stračkaitis

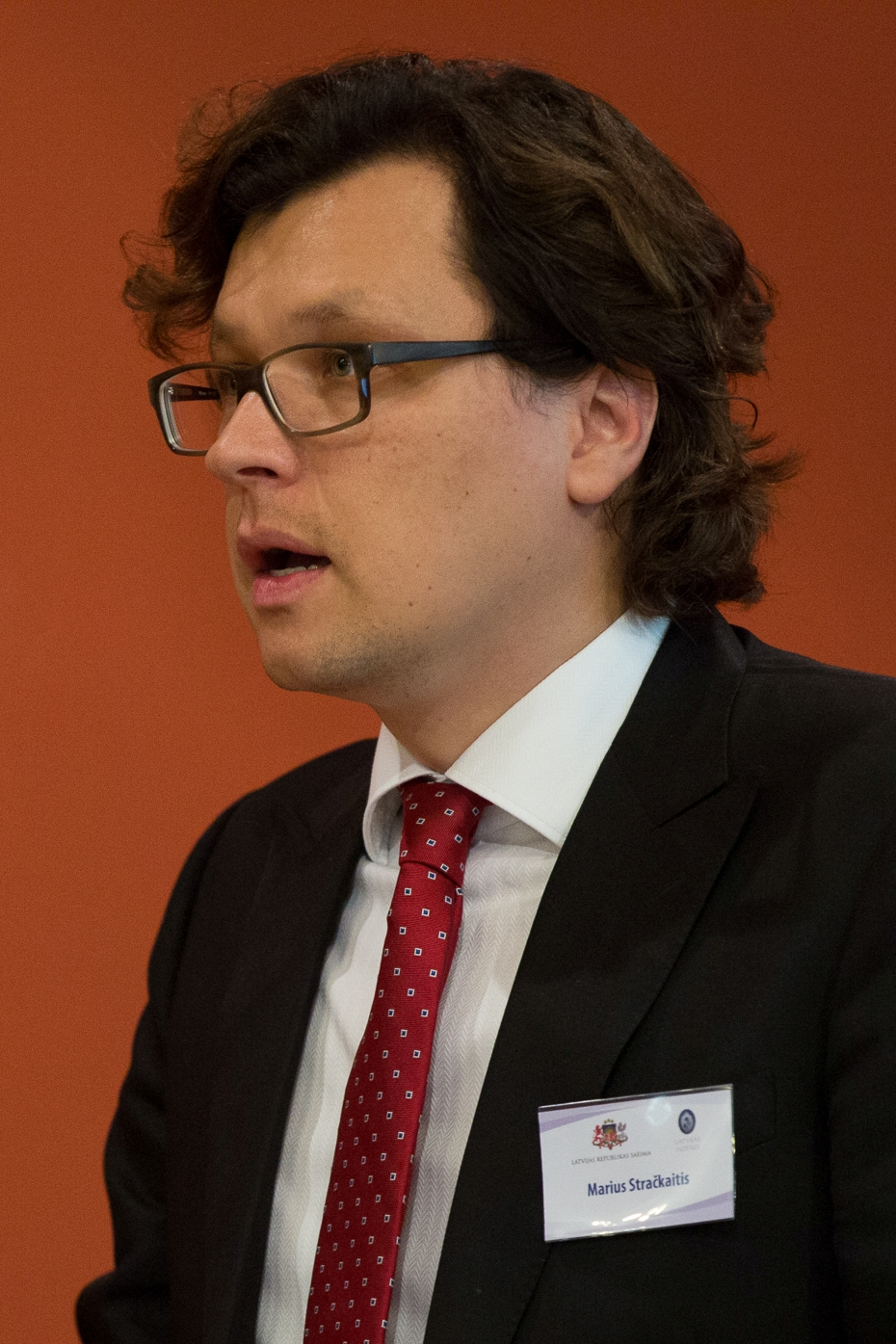
Marius Stračkaitis (2013)

Marius Stračkaitis (* 16. Dezember 1972 in Klaipėda) ist ein litauischer Notar, Präsident der Notarkammer von Litauen (lit. Lietuvos notarų rūmai).

## Leben
Von 1990 bis 1995 absolvierte Marius Stračkaitis das Diplomstudium an der Rechtsfakultät der Universität Vilnius. Von 1993 bis 1995 arbeitete er als Notargehilfe und von 1995 bis 1999 als Notarassessor im 1. Notarbüro der Stadt Klaipėda. 1999 wurde er Notar in Klaipėda. Seit 1995 lehrt er Recht an der Universität Klaipėda.
2002 wurde Marius Stračkaitis zum Präsidium  und zum Vizepräsidenten der Notarkammer von Litauen gewählt. Seit dem 29. März 2008 ist er Präsident der Litauischen Notarkammer.
Marius Stračkaitis ist verheiratet. Mit der Schauspielerin Inga Jankauskaitė (* 1981) hat er Zwillinge (Tochter und Sohn).

## Mitgliedschaft
Im Europaausschusses (CAE) vertritt Marius Stračkaitis die Litauische Notarkammer in der Internationalen Union des Notariats (UINL). Außerdem ist er Mitglied von „MARIS“ des Rotary Klaipėda-Clubs.